# 新白禮頓 (馬西塞特郡)
新白禮頓（英語：New Brighton）是維拉爾半島东北端沃拉西的海滨度假胜地。傳統上位於柴郡，目前由英格兰默西塞德郡威勒尔都会自治市管轄，拥有沿愛爾蘭海和梅西河口的沙滩以及英国最长的海濱大道。
据2011年英國人口普查，當地人口为14,859人。